# چبوله

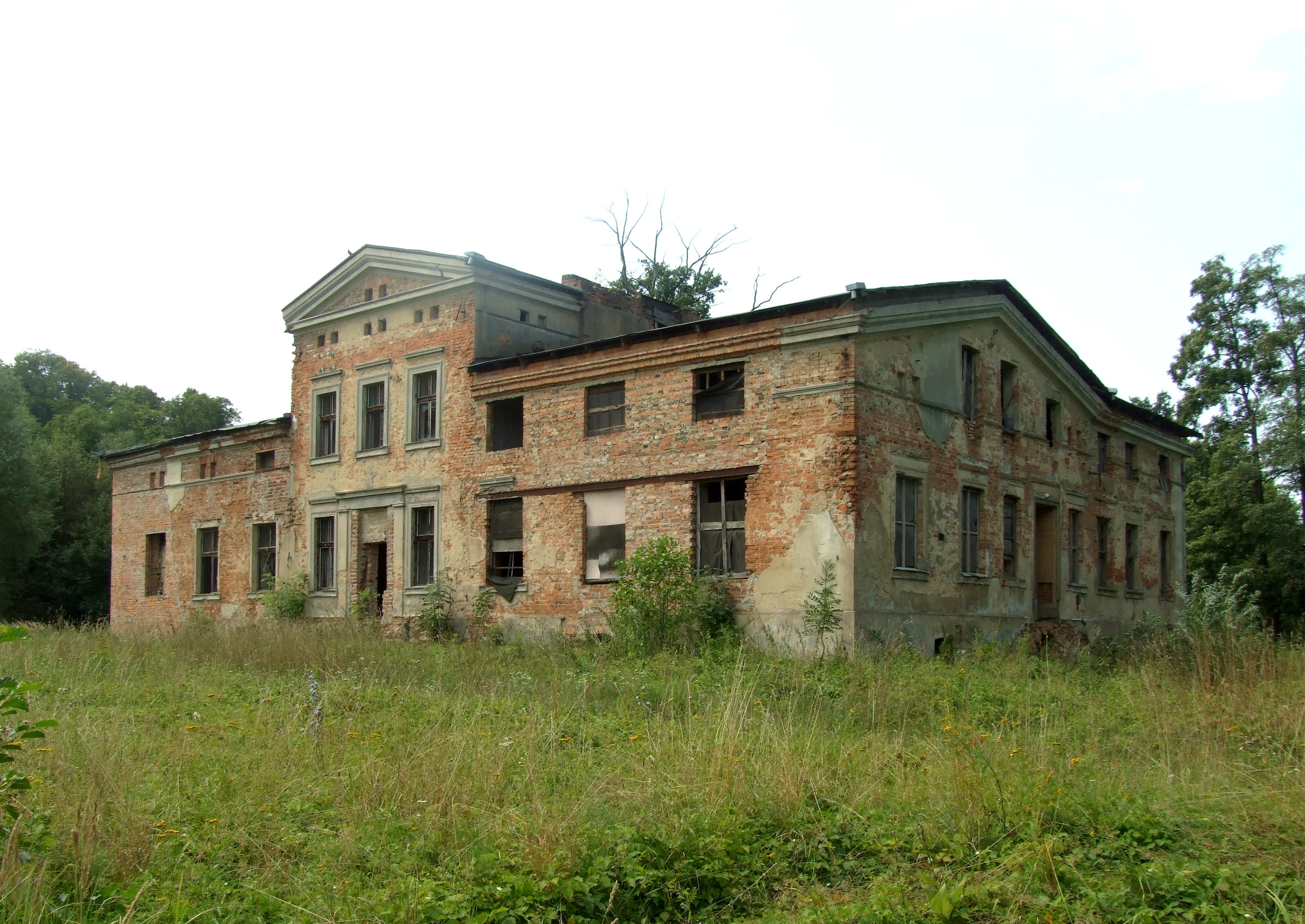
سکونتگاه مسکونی چبوله

چبوله (به لاتین: Trzebule) یک سکونتگاه مسکونی در لهستان است که در Gmina Dąbie, Lubusz Voivodeship واقع شده‌است.